# Omeganor
Omeganor er et norsk/dansk selskab, der producerer kosttilskud baseret på sardin- og ansjosfisk fra verdenshavene omkring Sydpolen. Selskabets hovedkontor er beliggende i Aalesund i Norge, hvor produktionen af omega 3 holdige kosttilskud til mennesker og dyr produceres.
Udover kosttilskud markedsføres tørrede snacks produceret af omena-fisk fra Lake Victoria under et vestligt udviklingsprojekt, der sikrer op til 70 personer, heraf mange kvinder, fast beskæftigelse.
| Firma | Spire Denne artikel om et firma eller en virksomhed i Norge er en spire som bør udbygges. Du er velkommen til at hjælpe Wikipedia ved at udvide den. |